# Культурний конфлікт
Культурний конфлікт — конфлікт зіткнення культурних цінностей і переконань.

## Визначення
Американський соціолог Джонатан Тернер визначав культурний конфлікт як конфлікт, що відбувається внаслідок «відмінностей культурних цінностей і переконань, які служать предметом розбіжності між людьми». Культурні конфлікти складно вирішити, так як сторони відрізняються своїми цінностями, життєвими пріоритетами тощо. Подібні суперечки загострюються, коли мова йде про політику, особливо на макрорівні. Етнічні чистки є яскравим прикладом загострення культурного конфлікту.